# Pentaneura inconspicua
Pentaneura inconspicua är en tvåvingeart som först beskrevs av Malloch 1915.  Pentaneura inconspicua ingår i släktet Pentaneura och familjen fjädermyggor. Inga underarter finns listade i Catalogue of Life.